# ミラード・ハンプトン
ミラード・ハンプトン （Millard Frank Hampton, Jr.、1956年7月8日 - ）は、アメリカ合衆国の陸上競技選手。カリフォルニア州フレズノ出身。
1976年モントリオールオリンピックに出場。200mではジャマイカのドン・クォーリーに次いで銀メダルを獲得。さらに4×100mリレーでは、アメリカチームの第3走者として金メダルを獲得した。